# Reinaldo Gorno
Reinaldo Berto Gorno, född 18 juli 1918 i Yapeyú, död 10 april 1994 i Quilmes, var en argentinsk  friidrottare.
Gorno blev olympisk silvermedaljör på maraton vid sommarspelen 1952 i Helsingfors.